# Pate
Pate, Patee o altres variants és una illa de Kenya, propera a la costa nord. És part de l'arxipèlag de Lamu, una sèrie d'illes entre Lamu i Kiunga (prop de la frontera amb Somàlia). La capital administrativa de l'illa és Faza que té estació de policia. A l'illa no circulen vehicles de motor.
Els primers mercaders àrabs hi van arribar al segle vii. Al segle viii mercaders d'Oman haurien fundat Pate (cosa desmentida per l'arqueologia). Després van venir els perses. El sultanat de Kilwa fou fundat el 975 i va dominar la costa de l'Àfrica Oriental fins al segle xv. El 1203 Pate es va fer independent sota la dinastia omanita dels nabahani, i probablement llavors es va fundar la ciutat. A partir del segle xiii dos poders locals es van imposar a l'illa, els soldans de Pate i els de Faza. Segons la crònica de Pate, aquesta era la més poderosa i estenia la seva hegemonia sobre part de la costa continental, però per les troballes arqueològiques sembla que no va passar de poder local.
Els portuguesos hi van ser diverses vegades. El 1587 van destruir Faza perquè el senyor local donava acollida a Mirale Bey, que havia ajudat als àrabs contra el portuguesos a Mascat i van entregar la ciutat al sultà de Pate. Faza fou després repoblada i els portuguesos hi van construir algun edifici, principalment una capella. Gaspar de Santo Bernadino va visitar Pate el 1606 i diu que la ciutat principal era Siyu, a la costa nord-oest, que estava habitada pel clan washanga, que fins al final del segle xv havien poblat Shanga i se suposaven descendents dels càrmates.
Al segle xviii va assolir un gran poder econòmic i es van desenvolupar les arts; es van construir esplèndids edificis (els millors de l'Àfrica oriental) amb grans treballs en guix; de la ciutat també van sortir notables joies, vestits i teixits excepcionals, objectes de fusta i instruments musicals entre els quals l'anomenat siwa, molt famós i del que es conserven dos exemplars al museu de Lamu; també d'aquest segle són les poesies en el dialecte kiamu del suahili. El Utendi wa Tambuka, un dels primers documents en suahili, fou escrit al reial palau de Yunga, a la ciutat de Pate. Pate va haver de reconèixer la sobirania de la dinastia Al-Busaid però el 1843 va refusar el reconeixement i el sultà de Zanzíbar va enviar un exèrcit de 2.000 homes de Mascat, Balutxistan i Lamu dirigits pel príncep Sayyid Hamad ben Ahmed al-Busaid, conegut com a Amir Hamad, antic governador (1824) de Bandar Abbas, que va desembarcar a Faza el gener de 1844 i després va avançar cap a Siyu; prop d'aquesta va patir una emboscada i es va haver de retirar; finalment, al cap de tres setmanes de no poder avançar, va reembarcar. Va tornar el 1845 per ser derrotat altre cop prop de Siyu.
El 1848 els àrabs de Zanzíbar van voler imposar el domini directe a tota la costa i el sultà Ahmed o Muhammed de Pate va abandonar l'illa i es va establir a Kau, al continent; el 1858 Ahmad ben Fumo Lati, successor de Mohammed, va enfrontar altre cop a les forces de Zanzíbar i es va retirar cap a l'interior, a Witu, fundant el soldanat. Així va acabar a Pate la dinastia dels nabahan o nabahànides i una altra dinastia va prendre el poder aliada als zanzibaresos. Witu fou llavors refugi per esclaus que havien fugit del soldanat de Zanzíbar, i objecte d'atacs per part d'aquest sultà. El 1863 els zanzibaresos van ocupar Siyu que no reconeixia al sultà zanzibarès. El 1870 Zanzíbar va declarar abolit el soldanat de Pate. El 1892 la ciutat, que abans del 1813 tenia 7.000 habitants, només estava poblada per 300 persones. Al segle xix hi va viure la famosa poetessa Mwana Kupona (morta el 1860). Al començament del segle xvii a l'illa de Pate, governava Fumo Shah Ali, sota dependència de l'imam de Mascat. El seu net i successor Bwana Tama Mku, reconeixia la sobirania de Mascat però es va independitzar.
Pate va tenir enfrontaments amb els seus veïns al final del segle xviii i començaments del XIX. El 1813, aliat amb el clan omanita dels mazrui de Mombasa va intentar conquerir Lamu, però fou derrotat en la batalla de Shela, i només un reduït nombre dels expedicionaris va poder tornar a Pate; aquest desastre va afectar la vida del soldanat durant els següents anys.

## Sultans (titulatsmfalume)
- Fumo Shah Ali
- Bwana Tama Mku
- Fumo Madi ben Abi Bakr 1779 - 1809
- Ahmad ben Shaykh 1809 - 1813
- Fumo Luti "Kipunga" ben Fumo Madi 1813 - 1818
- Fumo Luti ibn Ahmad 1818 - vers 1820
- Bwana Shaykh ben Fumo Madi vers 1820 - 1823 (primera vegada)
- Bwana Waziri ben Bwana Tamu 1823 - vers 1825 (primera vegada)
- Bwana Shaykh ben Fumo Madi (segona vegada) vers 1825 - 1826
- Bwana Waziri ben Bwana Tamu (segona vegada) vers 1826 - 1830
- Fumo Bakari ben Shaykh 1830 - 1840
- Ahmad ben Fumo Bakari 1840 - 1856
- Ahmad Simba Balla ben Fumo Lati 1856 - 1858
- Shaykh Muhammad 1858 - 1870